# Haakon
Haakon, ook wel Håkon gespeld, is een mansnaam, afgeleid van het Oudnoordse Hákon, met de betekenis hoog (há), en zoon (konr). De naam betekent dus: 'van hoge afkom' of 'hoge zoon'.
Bekende Haakons:
- Haakon I de Goede (Haraldsson) Adalsteinsfostre. Noorse koning 933-961
- Håkon Sigurdsson, graaf van Lade, regent onder Denemarken, 974-995
- Haakon Eriksson. Graaf onder Denemarken 1028-1029
- Haakon Magnusson Toresfostre. Noorse koning 1093-1094
- Haakon II (Sigurdsson) Breedschouder (Herdebrei). Noorse koning 1157-1162
- Haakon III Sverreson. Noorse koning 1202-1204
- Haakon IV Haakonsson. Noorse koning 1217-1263
- Haakon V Magnusson (de oudere). Noorse koning 1299-1319
- Haakon VI Magnusson (de jongere). Noorse koning 1355-1380
- Haakon VII. Noorse koning 1905-1957
- Kroonprins Haakon Magnus. Noorse troonopvolger 1973

- Haakon de Rode. Zweedse koning van het huis Stenkil 1070-1079

- Haakon
- Haakon County
- Haakon County (South Dakota)
- Haakon Ellingsen
- Haakon Ellingsen (zanger)
- Haakon Eriksson
- Haakon Haakonsson
- Haakon Håkonsson
- Haakon I
- Haakon II
- Haakon III
- Haakon III van Noorwegen
- Haakon II van Noorwegen
- Haakon IV
- Haakon IV van Noorwegen
- Haakon I van Noorwegen
- Haakon Lie
- Haakon Magnus
- Haakon Magnus van Noorwegen
- Haakon Magnusson
- Haakon Magnusson van Noorwegen
- Haakon Sigurdsson
- Haakon Stotijn
- Haakon Sörvik
- Haakon V
- Haakon VI
- Haakon VII
- Haakon VII-land
- Haakon VIII van Noorwegen
- Haakon VII Land
- Haakon VII van Noorwegen
- Haakon VI van Noorwegen
- Haakon V van Noorwegen
- Haakon de Goede
- Haakon de Oude
- Haakon van Zweden